# Jeleniewo (gromada)
Jeleniewo – dawna gromada, czyli najmniejsza jednostka podziału terytorialnego Polskiej Rzeczypospolitej Ludowej w latach 1954–1972.
Gromady, z gromadzkimi radami narodowymi (GRN) jako organami władzy najniższego stopnia na wsi, funkcjonowały od reformy reorganizującej administrację wiejską przeprowadzonej jesienią 1954 do momentu ich zniesienia z dniem 1 stycznia 1973, tym samym wypierając organizację gminną w latach 1954–1972.
Gromadę Jeleniewo siedzibą GRN w Jeleniewie utworzono – jako jedną z 8759 gromad – w powiecie suwalskim w woj. białostockim, na mocy uchwały nr 23/V WRN w Białymstoku z dnia 4 października 1954. W skład jednostki weszły obszary dotychczasowych gromad Jeleniewo, Czerwone Bagno, Kazimierówka, Krzemianka, Sidorówka, Szurpiły, Wołownia i Udryn ze zniesionej gminy Jeleniewo w tymże powiecie. Dla gromady ustalono 13 członków gromadzkiej rady narodowej.
31 grudnia 1959 do gromady Jeleniewo przyłączono wsie Prudziszki, Suchodoły i Żywa Woda oraz osady Kozia Szyja, Stara i Pieńki ze zniesionej gromady Prudziszki.
1 stycznia 1969 do gromady Jeleniewo przyłączono wieś Leszczewo z gromady Żubryn.
1 stycznia 1972 do gromady Jeleniewo przyłączono wsie Białorogi, Jasionowo, Osinki, Rychtyn, Szwajcaria i Żubryn ze zniesionej gromady Żubryn.
Gromada przetrwała do końca 1972 roku, czyli do kolejnej reformy gminnej. Z dniem 1 stycznia 1973 roku reaktywowano gminę Jeleniewo.